# Balacra decora
Balacra decora är en fjärilsart som beskrevs av Charles Oberthür 1911. Balacra decora ingår i släktet Balacra och familjen björnspinnare. Inga underarter finns listade i Catalogue of Life.